# Schietspel
Schietspel (Engels: shooter) is een overkoepelende term voor verschillende subgenres van actiespellen waar het schieten van wapens, zoals vuurwapens of bogen, centraal staat.

## Subgenres
| Subgenre             | Omschrijving |
| -------------------- | --- |
| First-person shooter | De speler speelt vanuit een eerstepersoonsgezichtsveld . |
| Shoot 'em up         | Genre waarin de speler slechts een beperkte controle heeft over het te besturen personage (meestal in de gedaante van een ruimteschip of een gevechtsvliegtuig) en vrijwel geheel is gericht op de totale vernietiging van alle vijanden. Shoot-em-ups zijn over het algemeen lineair en tweedimensionaal. |
| Survival             | Spellen waar het hoofddoel is om te overleven in een open wereld. |
| Tactisch schietspel  | Genre binnen de first en third-person shooters, waarbij tactiek en het voorzichtig benaderen van situaties belangrijker zijn dan reflexen zoals typisch in de hoofdgenres. |
| Third-person shooter | De speler speelt vanuit een derdepersoonsgezichtsveld. |